# Elizabeth Elstob
Pour les articles homonymes, voir Elstob.
Elizabeth Elstob est une femme de lettres britannique née le 29 septembre 1683 à Newcastle upon Tyne et morte le 30 mai 1756 à Gerrards Cross dans le Buckinghamshire, connue pour être une des pionnières majeures de l’histoire littéraire britannique et de la linguistique anglaise.

## Biographie

### Jeunesse et formation
Elizabeth est la benjamine des huit enfants du marchand Ralph Elstob (1647-1688) et de sa femme Jane Hall (morte en 1692). Après la mort de ses parents, elle est recueillie par son oncle Charles, prébendier de la cathédrale de Canterbury. Elle obtient de lui la permission de poursuivre ses études, devenant une polyglotte accomplie,.
Par l'entremise de son frère William, elle entre en contact avec un groupe d'universitaires d'Oxford intéressés par les Anglo-Saxons, parmi lesquels se trouve notamment George Hickes, qui devient son mentor. En 1702, elle s'installe avec son frère à Londres, où elle rejoint l'entourage de la philosophe et théologienne Mary Astell notamment composé d'un cercle de femmes intellectuelles, et pour cela elles sont considérées comme les premières féministes londoniennes,.

### Carrière
Elizabeth Elstob publie en 1709 une des homélies d'Ælfric d'Eynsham (English-Saxon Homily on the Nativity of St Gregory), suivie d'une grammaire du vieil anglais en 1715 (Rudiments of Grammar for the English-Saxon Tongue). Elle travaille également sur un projet d'édition complète des homélies d'Ælfric qui ne voit pas le jour et participe à l'édition du corpus de lois anglo-saxonnes entreprise par son frère, projet qui connaît un terme prématuré à sa mort, en 1715.
La mort de William Elstob laisse sa sœur dans une position financière délicate, qui l'empêche de poursuivre ses travaux académiques. Elle quitte Londres vers 1719, abandonnant sa bibliothèque pour se réfugier à Evesham, dans le Worcestershire, où elle ouvre une petite école élémentaire pour filles afin de subvenir à ses besoins. Elle termine sa vie dans une meilleure position, ayant été engagée comme gouvernante chez le duc et la duchesse de Portland en 1739. 

### Féminisme
Elle est avec Mary Astell comme faisant partie des premières féministes anglaises et se décrit elle-même à être la première femme à comprendre le vieux anglo-saxon en plus de sa maîtrise du grec et du latin.

### Vie personnelle
Elle meurt en 1756, à l'âge de 72 ans à Gerrards Cross dans le Buckinghamshire.
Elizabeth Elstob repose au cimetière de l'église Sainte-Marguerite de Westminster,.

### Archives
La correspondance entre Elizabeth Elstob et George Ballard (biographer) (en) est déposée à la Bibliothèque Bodléienne de l'université d'Oxford,.

## Œuvres
Certaines des oeuvres d'Elizabeth Elstob ont été rééditées :

### Traités
- (en-GB) An Apology for the Study of Northern Antiquities, Createspace, 4 octobre 2009, rééd. 26 avril 2015, 32 p. (ISBN 9781511917209),
- (en-GB) The Rudiments of Grammar for the English-Saxon Tongue, with an Apology for the Study of Northern Antiquities, Sagwan Press, 27 août 2015, 120 p. (ISBN 9781340545734),

### Éditrice
- (en-GB) Ælfric of Eynsham, An English-Saxon Homily on the Birth-Day of St. Gregory.: Anciently Used in the English-Saxon Church., Andesite Press, 13 août 2015, 200 p. (ISBN 9781298843203)
- (en-GB) Saxon Homily on the Birth-Day of St. Gregory: Anciently Used in the English-Saxon Church, Giving an Account of the Conversion of the English from Paganism to Christianity, Forgotten Books, 26 décembre 2018, 194 p. (ISBN 9781332979622),

#### Edition originale
- Ælfric d'Eynsham, English-Saxon homily on the birth-day of St. Gregory. : anciently used in the English-Saxon church. Giving an account of the conversion of the English from paganism to Christianity., Londres, Bowyer, 1709, 204 p. (lire en ligne)

### Essais
- (en-US) Moira Ferguson, First feminists : British women writers, 1578-1799, Indiana University Press, 1er juillet 1985, 488 p. (ISBN 9780253281203, lire en ligne), p. 239-246,
- (en-US) Alice Browne, The Eighteenth Century Feminist Mind, Wayne State University Press, 1er septembre 1987, 237 p. (ISBN 9780814319413, lire en ligne), p. 99-107, 199, 207
- (en-US) Gerda Lerner, The creation of feminist consciousness : from the Middle Ages to eighteen-seventy, Oxford University Press, USA, 1993, rééd. 14 avril 1994, 395 p. (ISBN 9780195090604, lire en ligne), p. 36-38, 45, 204-205, 223, 229-231, 264,
- (en-US) Folger Collective on Early Women Critics, Women Critics 1660--1820: An Anthology, Indiana University Press, 1er novembre 1995, 442 p. (ISBN 9780585000619, lire en ligne), p. 59-66,
- (en-US) Michael Lapidge, The Wiley Blackwell Encyclopedia of Anglo-Saxon England, Wiley-Blackwell, 1 janvier 2013, rééd. 4 décembre 2013, 583 p. (ISBN 9780470656327), article Elstob Elizabeth,
- (en-GB) John D. Niles, The idea of Anglo-Saxon England 1066-1901 : remembering, forgetting, deciphering, and renewing the past, Chichester (GB)/Hoboken, Wiley-Blackwell, 2015, 448 p. (ISBN 978-1-118-94332-8, lire en ligne).

### Articles
- (en-GB) Margaret Ashdown, « Elizabeth Elstob, the Learned Saxonist », The Modern Language Review, Vol. 20, No. 2,‎ avril 1925, p. 125-146 (22 pages) (lire en ligne),
- (en-US) Carol Percy, « Paradigms for their sex? Women's grammars in late eighteenth-century England », Histoire Épistémologie Langage,‎ 1994, p. 121-141 (21 pages) (lire en ligne),
- (en-US) Jacqueline Way, « “Our Mother-Tongue”: The Politics of Elizabeth Elstob's Antiquarian Scholarship », Huntington Library Quarterly, Vol. 78, No. 3,‎ automne 2015, p. 417-440 (24 pages) (lire en ligne),